# Guerre civile du Tadjikistan
La guerre civile du Tadjikistan (en tadjik : Ҷанги шаҳрвандии Тоҷикистон, Jangi shahrvandii Tojikiston) est un conflit politique, ethnique et séparatiste qui s'est déroulé de mai 1992 à juin 1997, opposant le « camp communiste » aux « islamo-démocrates », dans l'atmosphère politique, économique et sociale qui suit la dislocation de l'URSS.

## Historique du conflit

Localisation du Tadjikistan

Le 3 mai 1992, le président Rakhmon Nabiyev fait armer des milices de l'ethnie Kouliabi, pro-communistes, qui multiplient rapidement les affrontements avec les milices de l'ethnie Pamiri, plutôt islamistes. Avec le soutien de la Communauté des États indépendants et des ethnies Leninabadi et Hissari, le camp communiste s'oppose à une coalition de démocrates (Centre de coordination des forces démocratiques, Parti démocratique du Tadjikistan), de nationalistes (Rastokhez), de séparatistes (Lal-i Badakshan) et d'islamistes (Parti de la renaissance islamique du Tadjikistan), principalement constituée de membres des ethnies Gharmi et Pamiri, formant l'Opposition tadjike unie. 
Ayant repoussé les « islamo-démocrates » vers le nord de l'Afghanistan, le camp communiste, pro-gouvernemental, se livre à une épuration ethnique contre les ethnies Gharmi et Pamiri selon Human Rights Watch. Cette campagne se serait concentrée dans les zones sud de la capitale, mais aussi à Qurghonteppa, et aurait résulté en des massacres, des incendies de villages, et l'expulsion de la population Pamiri et Garmi vers l'Afghanistan. Des dizaines de milliers de civils ont été tués ou ont fui en Afghanistan.
Les « islamo-démocrates » forment un gouvernement en exil à Taloqan et fondent le Mouvement pour la renaissance islamique du Tadjikistan, mêlant guérilla tant de l'intérieur du Tadjikistan que depuis l'Afghanistan, soutenu par l'État islamique d'Afghanistan et les Talibans, ces derniers ayant permis le réarmement de l'opposition. 
En août 1993, l'Armée tadjike tente d'intervenir dans la région du Gorno-Badakhshan tenue par des Pamiris ismaéliens, partisans de leur autonomie.
En 1994, une mission de maintien de la paix de l'ONU débute afin de mettre fin au conflit. Les islamistes radicaux n'hésitent pas malgré ce déploiement à attaquer les forces russes, notamment à Douchanbé et dans la région frontalière de l'Afghanistan.

## Accords de paix et bilan
Des pourparlers sont engagés à la fin de l'année 1996 et l'accord de paix, proposant un partage des pouvoirs, le protocole de Moscou, est signé en juillet 1997 sous l'égide de l'ONU. Des élections présidentielles se tiennent le 6 novembre 1999. Malgré ces accords, plusieurs accrochages et une instabilité politique agitent le pays à la fin de la décennie.
La guerre civile provoque la mort de 50 000 à 100 000 personnes et le déplacement de près d'un million de réfugiés.
Les infrastructures, les services publics et l'économie sont en lambeaux et une grande partie de la population devient dépendante des aides internationales.

## Reprise des combats (2010-2012)
Le 19 septembre 2010, une insurrection éclate à nouveau lorsque des islamistes de l'Opposition tadjike unie (alliée au Mouvement islamique d'Ouzbékistan), dirigés par le chef de guerre Tolib Ayombekov, tendent une embuscade à un convoi de l'armée tadjike (transportant 75 militaires) dans la vallée de Racht dans l'est du pays, tuant 25 d'entre eux (dont 5 officiers). 
Le 4 octobre, 5 soldats et 2 insurgés sont tués lors d'opérations des forces gouvernementales dans la région. Pendant ce temps, des dizaines de dépôts d'armes lourdes, y compris des lance-grenades, ainsi que la nourriture et des médicaments sont découvertes par l'Armée tadjike. Douze points de contrôle militaires sont établis sur les routes liant la vallée à la capitale, Douchanbé.
Le 7 octobre, 34 soldats tadjiks sont tués dans deux incidents distincts au cours d'une opération militaire contre les combattants islamistes dans l'est du pays. Vingt-huit soldats ont été tués lorsqu'un hélicoptère militaire s'est écrasé après avoir été vraisemblablement touché par les islamistes. Des responsables de l'armée ont affirmé que l'hélicoptère a été abattu par un missile tiré par des islamistes depuis leurs positions retranchées dans les montagnes, tandis que le ministère de la Défense déclare que l'hélicoptère a heurté une ligne haute-tension, l'envoyant s'écraser dans une rivière. L'hélicoptère ramenait des soldats de la capitale Douchanbé à la vallée du Rasht pour prendre part à l'opération de pacification de la région. Pendant ce temps, 6 autres soldats sont tués dans un incident séparé provoqué par l'explosion accidentelle d'une mine terrestre.
Le 18 octobre, trois insurgés présumés sont neutralisés par des soldats tadjiks dans la périphérie de Garm, situé près de la frontière afghane au cours d'une opération militaire.
Le 1er décembre, des insurgés tuent trois soldats tadjiks dans le village de Dulona-Maidon dans la région de Buljuvon, à 150 kilomètres au sud-est de Douchanbé.
Le 27 décembre, deux soldats tadjiks sont tués lorsqu'un groupe de trente islamistes a essayé de pénétrer au Tadjikistan depuis la frontière afghane. Après trois heures de combat, un hélicoptère de combat est arrivé, ouvrant le feu sur les intrus, les forçant à battre en retraite en Afghanistan. Les résidents locaux ont déclaré que trois soldats tadjiks ont été tués, dont deux par tir ami par l'hélicoptère. L'armée tadjike nie cependant cette affirmation. Plusieurs islamistes ont également été tués dans l'attaque.
Le 4 janvier 2011, les autorités tadjikes affirment que Alovuddin Davlatov (un des chefs de l'insurrection) a été tué au côté de sept autres insurgés lorsque les forces de sécurité tadjikes ont lancé une opération dans la ville de Runob.
Le 14 avril 2011, le mollah Abdullah, un autre chef de l'opposition est tué au côté de dix autres islamistes par les troupes tadjikes lors d'une opération de recherche d'insurgés dans le village de Samsolid, 135 km à l'est de Douchanbé.
De lourds affrontements reprennent les 24-25 juillet 2012, à la suite de l'assassinat quelques jours plus tôt du major-général Abdullo Nazarov, chef des services de renseignement tadjik dans la région de Gorno-Badakhshan, résultant en la mort de 17 soldats et 23 soldats blessés contre 30 insurgés tués,,.

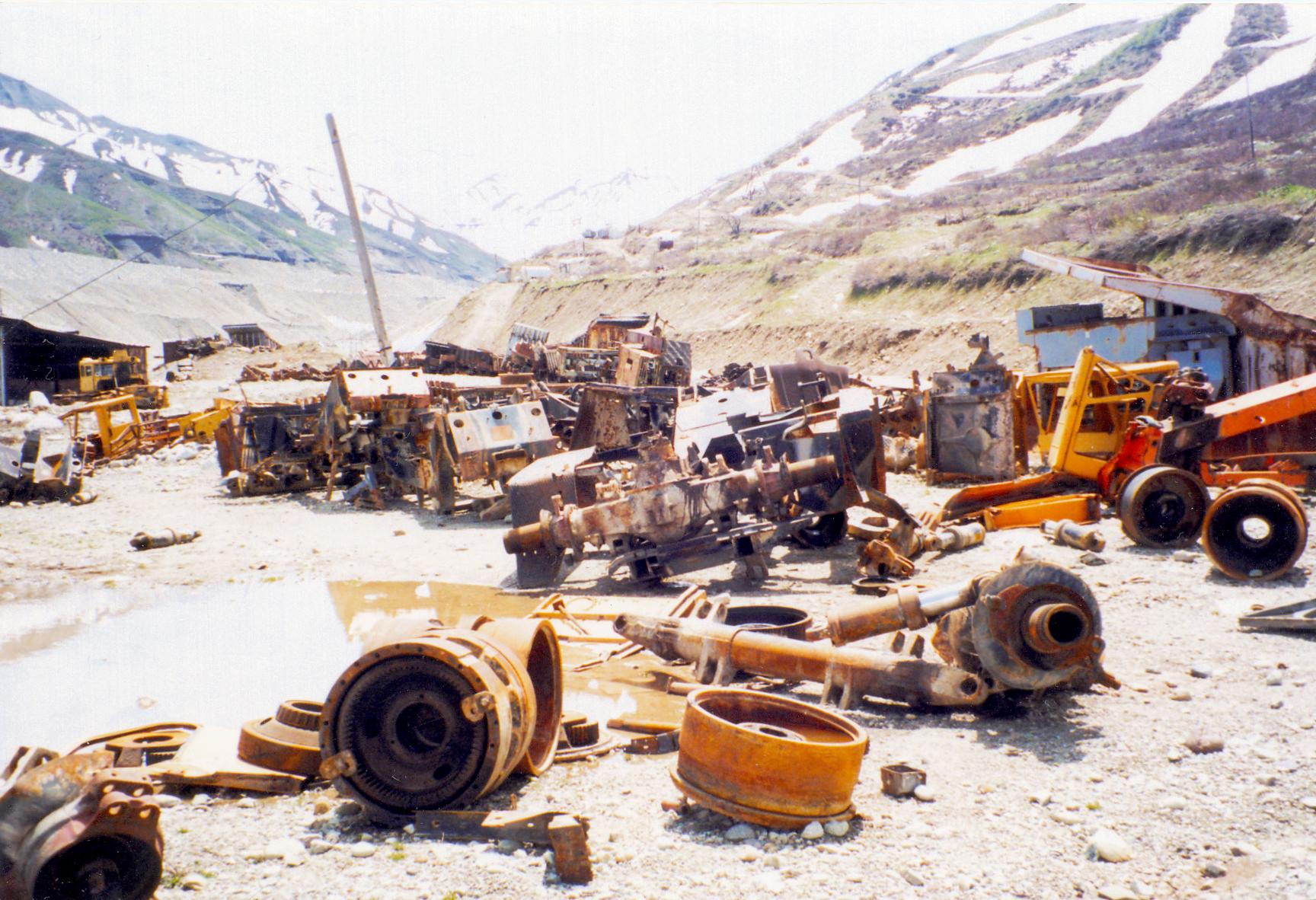
Véhicules et équipements détruits pendant le conflit.

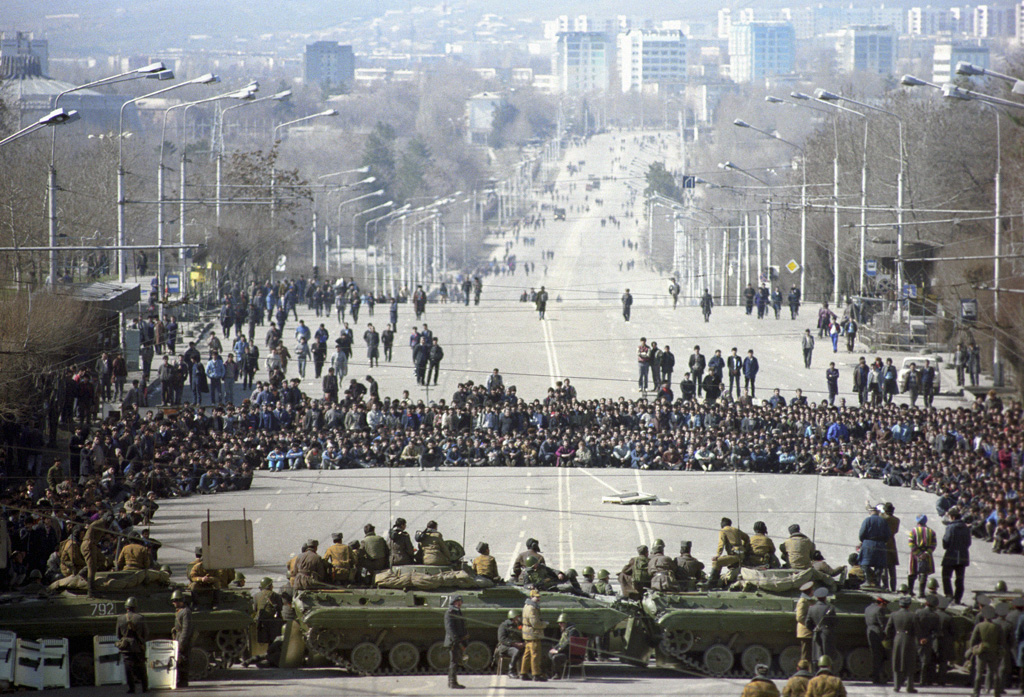
Émeutes à Douchanbé, en 1990 avant que la guerre ne commence.
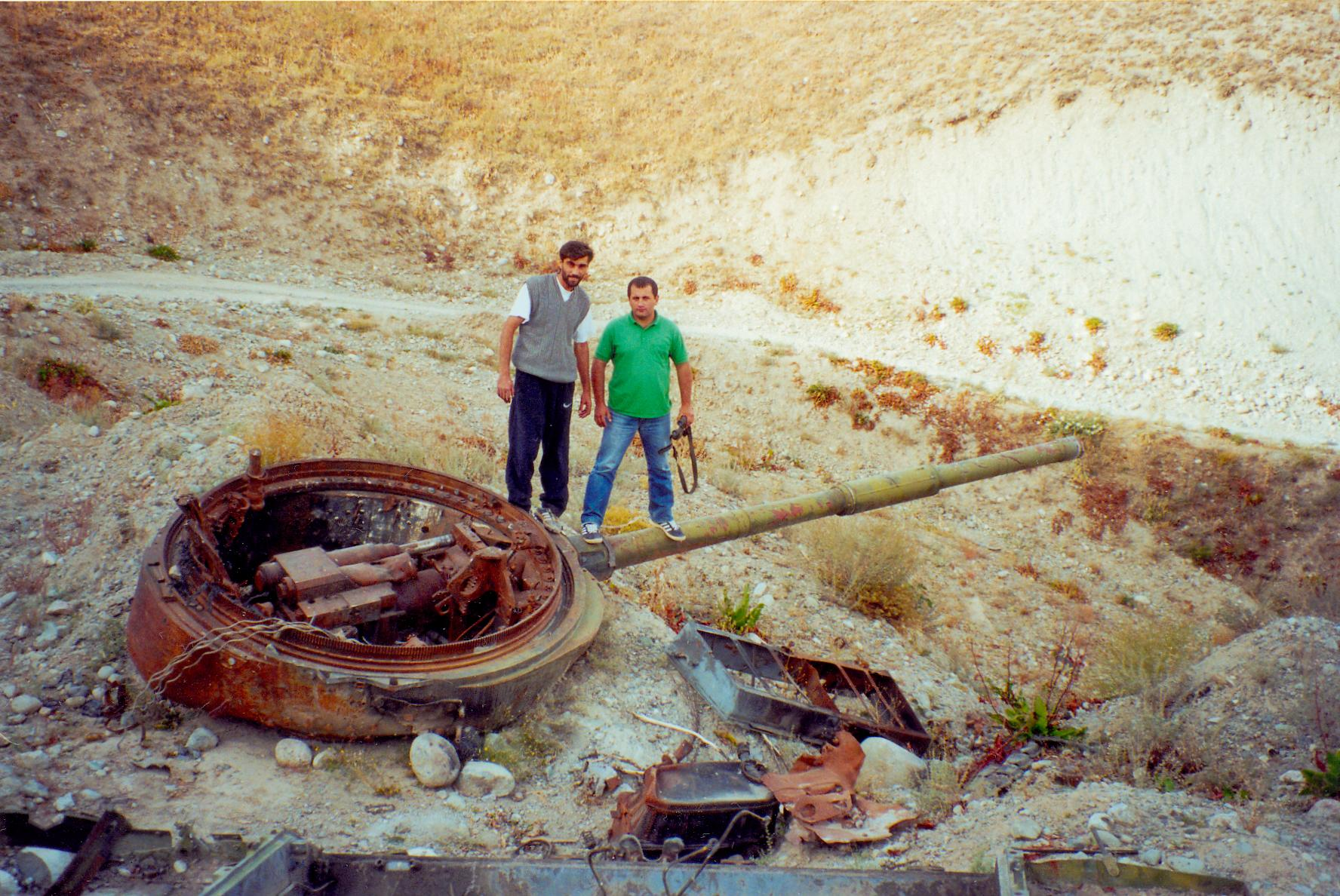
Épave d'un char d'assaut T-62.